# Amine Harit
Amine Harit (født 18. juni 1997) er en fransk-marokkansk professionel fodboldspiller, som spiller for Ligue 1-klubben Olympique de Marseille og Marokkos landshold.
Harit startede sin seniorkarriere hos FC Nantes i Ligue 1, der også havde været hans klub i en stor del af hans ungdomsår. Efter en enkelt sæson på Nantes' førstehold blev han i sommeren 2017 solgt til tyske Schalke 04 for en pris på 8 millioner euro.

## Landshold
Som fransk født af marokkanske forældre havde Harit mulighed for at repræsentere både det franske og det marokkanske landshold. Gennem sine ungdomsår spillede han for flere af de franske ungdomslandshold, blandt andet fire kampe for Frankrigs U/21-landshold i 2017. Senere samme år valgte han dog at repræsentere Marokko på seniorplan. Han debuterede for holdet 7. oktober 2017 i et opgør mod Gabon. Han var en del af den marokkanske trup til VM 2018 i Rusland.